# F. League 2012-2013
La F. League 2012/2013 è la 6ª edizione della massima divisione giapponese di calcio a 5.

## Squadre
Le squadre che partecipano alla 6ª edizione della massima divisione giapponese 2012/2013 sono:
| Squadre               | Città/Prefettura    | Palazzetto                          | Anno di fondazione |
| --------------------- | ------------------- | ----------------------------------- | ------------------ |
| Espolada Hokkaido     | Sapporo, Hokkaidō   | Hokkaido Prefectural Sports Center  | 2008               |
| Bardral Urayasu       | Urayasu, Chiba      | Urayasu General Gymnasium           | 1998               |
| Fuchū Athletic        | Fuchū, Tokyo        | Fuchu Sports Center                 | 2000               |
| ASV Pescadola Machida | Machida, Tokyo      | Machida Municipal General Gymnasium | 1999               |
| Shonan Bellmare       | Hiratsuka, Kanagawa | Odawara Arena                       | 2007               |
| StellAmigo            | Hanamaki, Iwate     | Hanamaki Arena                      | 1996               |
| Nagoya Oceans         | Nagoya, Aichi       | Taiyo Yakuhin Ocean Arena           | 2006               |
| Shriker Osaka         | Osaka, Osaka        | Osaka Municipal Central Gymnasium   | 2002               |
| Deução Kobe           | Kōbe, Hyogo         | Kobe Green Arena                    | 1993               |
| Vasagey Oita          | Ōita, Ōita          | Oozu Sports Park                    | 2003               |

## Classifica
Di seguito la classifica:
- Nagoya Oceans
- Shriker Osaka
- Fuchū Athletic
- 4   Bardral Urayasu
- 5   Deução Kobe
- 6   Espolada Hokkaido
- 7   Vasagey Oita
- 8   ASV Pescadola Machida
- 9   Shonan Bellmare
- 10  StellAmigo

### Play-off
| Round              | Sede               | Squadra       | Punteggio | Squadra       |
| ------------------ | ------------------ | ------------- | --------- | ------------- |
| Final round 1 2013 | Nagoya Ocean Arena | Nagoya Oceans | 3-0       | Shriker Osaka |
| Final round 2 2013 | Nagoya Ocean Arena | Nagoya Oceans | 4-2       | Shriker Osaka |

### Verdetti
- Nagoya Oceans vince il campionato.
- Nagoya Oceans qualificata alla AFC Futsal Club Championship

Vedi: F. League

## Cannonieri
| Posizione | Giocatori                     | Goal |
| --------- | ----------------------------- | ---- |
| 1         | Kaoru Morioka (Nagoya Oceans) | 34   |
| 2         | Ricardinho (Nagoya Oceans)    | 33   |
| 3         | Vinicius (Shriker Osaka)      | 31   |